# Dorosinie
Dorosinie (ukr. Доросині) – wieś na Ukrainie, w obwodzie wołyńskim, w rejonie rożyszczeńskim.
Pod koniec XIX w. kolonia w powiecie łuckim, w gminie Szczurzyn.